# Kvalifikace na Mistrovství světa ve fotbale 1958 (CONCACAF)
Kvalifikace na Mistrovství světa ve fotbale 1958 zóny CONCACAF určila jednoho postupujícího na závěrečný turnaj.

## První fáze

### Skupina 1
| Poř. | Tým    | B | Z | V | R | P | VG | IG |
| ---- | ------ | - | - | - | - | - | -- | -- |
| 1    | Mexiko | 8 | 4 | 4 | 0 | 0 | 18 | 2  |
| 2    | Kanada | 4 | 4 | 2 | 0 | 2 | 8  | 8  |
| 3    | USA    | 0 | 4 | 0 | 0 | 4 | 5  | 21 |

| Datum                        | Domácí | Výsledek | Hosté  |
| ---------------------------- | ------ | -------- | ------ |
| 7. dubna 1957, Mexico City   | Mexiko | 6 – 0    | USA    |
| 28. dubna 1957, Los Angeles  | USA    | 2 – 7    | Mexiko |
| 22. června 1957, Toronto     | Kanada | 5 – 1    | USA    |
| 30. června 1957, Mexico City | Mexiko | 3 – 0    | Kanada |
| 3. července 1957, Toronto    | Kanada | 0 – 2    | Mexiko |
| 6. července 1957, St. Louis  | USA    | 2 – 3    | Kanada |

Mexiko postoupilo do druhé fáze.

### Skupina 2
| Poř. | Tým               | B | Z | V | R | P | VG | IG |
| ---- | ----------------- | - | - | - | - | - | -- | -- |
| 1    | Kostarika         | 8 | 4 | 4 | 0 | 0 | 15 | 4  |
| 2    | Nizozemské Antily | 2 | 3 | 1 | 0 | 2 | 4  | 7  |
| 3    | Guatemala         | 0 | 3 | 0 | 0 | 3 | 4  | 12 |

| Datum                           | Domácí            | Výsledek | Hosté             |
| ------------------------------- | ----------------- | -------- | ----------------- |
| 10. února 1957, Guatemala City  | Guatemala         | 2 – 6    | Kostarika         |
| 17. února 1957, San José        | Kostarika         | 3 – 1    | Guatemala         |
| 3. března 1957, San José        | Kostarika         | 4 – 0    | Nizozemské Antily |
| 14. března 1957, Guatemala City | Guatemala         | 1 – 3    | Nizozemské Antily |
| 4. srpna 1957, Willemstad       | Nizozemské Antily | 1 – 2    | Kostarika         |

Utkání Nizozemské Antily vs. Guatemala se nehrálo, protože guatemalští hráči nedostali víza do Nizozemských Antil. Zápas se již nedohrával, protože bylo o postupujícím rozhodnuto.
Kostarika postoupila do druhé fáze.

## Druhá fáze
| Poř. | Tým       | B | Z | V | R | P | VG | IG |
| ---- | --------- | - | - | - | - | - | -- | -- |
| 1    | Mexiko    | 3 | 2 | 1 | 1 | 0 | 3  | 1  |
| 2    | Kostarika | 1 | 2 | 0 | 1 | 1 | 1  | 3  |

| Datum                       | Domácí    | Výsledek | Hosté     |
| --------------------------- | --------- | -------- | --------- |
| 20. října 1957, Mexico City | Mexiko    | 2 – 0    | Kostarika |
| 27. října 1957, San José    | Kostarika | 1 – 1    | Mexiko    |

Mexiko postoupilo na Mistrovství světa ve fotbale 1958.